# Paula Rosolen
Paula Rosolen (* 1983 in Neuquén, Argentinien) ist eine in Deutschland arbeitende Choreografin und Tänzerin.

## Leben
Rosolen studierte Tanz und Kunstgeschichte in Buenos Aires. 2003 zog sie nach Europa. In Deutschland studierte sie Zeitgenössischen Klassischen Tanz an der Hochschule für Musik und Darstellende Kunst in Frankfurt am Main. An der Justus-Liebig-Universität in Gießen machte sie ihren Master in Choreografie und Performance am Institut für Angewandte Theaterwissenschaft.

## Schaffen
Rosolen beschäftigt sich seit 2010 mit der Beziehung zwischen Dokumentartheater, Oral History und Tanz. Ihre Choreografie Aerobics – Ein Ballett in 3 Akten wurde 2015 als beispielhafte künstlerische Positionen des zeitgenössischen Tanzes zur Tanzplattform Deutschland eingeladen. Im selben Jahr gründete sie Haptic Hide als Produktionsstruktur für ihre künstlerischen Projekte. 2016 war Rosolen Stipendiatin am Goethe-Institut Villa Kamogawa in Kyoto.

## Werke
- Die Farce der Suche (2010)
- Libretto (2012)
- Piano Men (2013)
- Aerobics – Ein Ballett in 3 Akten (2014)
- Puppets (2016)
- Punk‽ (2018)
- 100:100 | Hommage an Merce Cunningham[6] (2019)